# آفتاب‌پرست جکسون
آفتاب پرست جَکسون (نام علمی: Trioceros jacksonii)، مهره‌داران خزنده، از خانواده مارمولکی‌ها و تیره آفتاب‌پرستان است. این مارمولک کوچک، خود را با یک عمر شکار حشرات بر روی درختان، سازگار کرده‌است. پاهای چنگک مانند او شاخه‌ها را می‌گیرد و دم او که به شاخه‌ها گیر می‌کند به حفظ تعادل او کمک می‌کند. او قادر است زبان خود را به سرعت بیرون آورده و به سمت طعمه‌اش شلیک کند و غذای خود را به دست آورد. قد این نوع تا ۷/۱۲ سانتیمتر می‌رسد و زیستگاهش درختان، بوته زارها، چمنزارها است. ماده‌ها تا ۱۲ بچه زنده می‌آورند. خوراکشان حشرات است.